# Slobodeakî, Iavoriv
Slobodeakî (în ucraineană Слободяки) este un sat în așezarea urbană Nemîriv din raionul Iavoriv, regiunea Liov, Ucraina.

## Demografie
Componența lingvistică a localității Slobodeakî
     Ucraineană (100%)
Conform recensământului din 2001, toată populația localității Slobodeakî era vorbitoare de ucraineană (100%).